# Klub Piłkarski Legia Warszawa 2011-2012
Questa voce raccoglie le informazioni riguardanti il Klub Piłkarski Legia Warszawa nelle competizioni ufficiali della stagione 2011-2012.

## Rosa
| N. |                       | Ruolo | Calciatore        |
| -- | --------------------- | ----- | ----------------- |
| 1  | Croazia (bandiera)    | P     | Marijan Antolović |
| 12 | Slovacchia (bandiera) | P     | Dušan Kuciak      |
| 29 | Polonia (bandiera)    | P     | Jakub Szumski     |
| 84 | Polonia (bandiera)    | P     | Wojciech Skaba    |
| 2  | Polonia (bandiera)    | D     | Artur Jędrzejczyk |
| 6  | Polonia (bandiera)    | D     | Michał Żewłakow   |
| 11 | Polonia (bandiera)    | D     | Tomasz Kiełbowicz |
| 14 | Polonia (bandiera)    | D     | Jakub Wawrzyniak  |
| 25 | Polonia (bandiera)    | D     | Jakub Rzeźniczak  |
| 4  | Zimbabwe (bandiera)   | D     | Dickson Choto     |
| 15 | Spagna (bandiera)     | D     | Iñaki Astiz       |
| 23 | Serbia (bandiera)     | D     | Srđa Knežević     |

| N. |                      | Ruolo | Calciatore        |
| -- | -------------------- | ----- | ----------------- |
| 21 | Croazia (bandiera)   | C     | Ivica Vrdoljak    |
| 32 | Serbia (bandiera)    | C     | Miroslav Radović  |
| 5  | Polonia (bandiera)   | C     | Janusz Gol        |
| 27 | Polonia (bandiera)   | C     | Rafał Wolski      |
| 33 | Polonia (bandiera)   | C     | Michał Żyro       |
| 35 | Polonia (bandiera)   | C     | Daniel Łukasik    |
| 28 | Serbia (bandiera)    | A     | Danijel Ljuboja   |
| 7  | Rep. Ceca (bandiera) | A     | Michal Hubník     |
| 22 | Argentina (bandiera) | A     | Ismael Blanco     |
| 18 | Polonia (bandiera)   | A     | Michał Kucharczyk |
| 24 | Polonia (bandiera)   | A     | Maciej Górski     |
| 26 | Polonia (bandiera)   | A     | Michał Efir       |